# Карел Фінек
Карел Фінек (чеськ. Karel Finek, 27 травня 1920, Градець-Кралове — 8 вересня 1989) — чехословацький футболіст, що грав на позиції воротаря, зокрема за клуби «Славія» та «Сент-Етьєн», а також національну збірну Чехословаччини. По завершенні ігрової кар'єри — тренер.

## Клубна кар'єра
У дорослому футболі дебютував 1938 року виступами за команду «Батьов», з якої за два роки перейшов до празької «Славії». У складі цтєї команди у 1940—1943 роках чотири рази ставав переможцем чемпіонату Богемії і Моравії, окупованої Третім Рейхом території Чехії, розіграши якого згодом не визнавалися футбольними органами Чехословаччини.
У повоєнні роки був запрошений до Франції, де протягом 1946–1948 років захищав ворота «Сент-Етьєна».

## Виступи за збірну
1946 року брав участь у двох офіційних матчах у складі національної збірної Чехословаччини, в яких пропустив п'ять голів.

## Кар'єра тренера
Розпочав тренерську кар'єру, повернувшись до футболу після невеликої перерви, 1956 року, очоливши тренерський штаб польської «Краковії». Працював у польській футбольній першості до 1963 року, змінивши за цей час декілька команд.
Протягом 1959–1960 років і згодом у 1963–1964 роках тренував на батьківщині «Динамо» (Прага) (яке згодом змінило назву на «Славію»).
Завершував тренерську кар'єру у Німеччині, де у середині 1960-х тренував нижчолігові «Вайден» та «Амберг».
Помер 8 вересня 1989 року на 70-му році життя.

## Титули і досягнення
- Чемпіон Богемії і Моравії (4):

«Славія»: 1939-1940, 1940-1941, 1941-1942, 1942-1943